# Trioceros cristatus
Trioceros cristatus е вид влечуго от семейство Хамелеонови (Chamaeleonidae). Видът не е застрашен от изчезване.

## Разпространение и местообитание
Разпространен е в Габон, Демократична република Конго, Екваториална Гвинея, Камерун, Нигерия и Централноафриканска република.
Обитава гористи местности и савани.

## Описание
Женската е по-голяма от мъжкия. Общата дължина на женската е около 28 cm, а на мъжкия – 25 cm. Женските снасят най-често между 11 и 14 яйца и по-рядко до 37.